# Laktancije
Laktancije (250. – 320.), učitelj Konstantinovog sina Krispa. Pred kraj života obratio se na kršćanstvo, zbog čega je smijenjen s mjesta profesora retorike. Laktancije je postao neumorni kritičar poganstva i jedan od branitelja kršćanske Crkve. Njegovo djelo "O smrti progonitelja Crkve" (De mortibus persecutorum) vjerojatno je nastalo 318. g. i jedno je od važnijih svedočanstava o prvim danima slobode kršćanstva u Rimskom Carstvu. U ovom djelu prvi se put opisuje Konstantinovo viđenje na milvijskom mostu, koje je, prema Laktanciju, dovelo Konstantina do pobjede nad Maksencijem.